# WatchGuard
WatchGuard Technologies Inc. è un'azienda statunitense che si occupa di sicurezza informatica. Tra i suoi prodotti vi sono Firewall e applicazioni VPN.

## Storia
All'origine, il prodotto Firebox era di proprietà Mazama Labs Software, azienda di software presso Seattle, fondata nel 1995 da David Bonn per creare prodotti, facili da utilizzare per la sicurezza in Internet basato sul sistema operativo Linux.Nel febbraio 1996, Mazama si unì  al Seattle Software Labs e nacque l'apparecchio Firebox. Il primo prodotto è stato annunciato in anteprima, pubblicato da Network Computing nel settembre del 1996 e i prodotti firmati rossi nacquero con  l'apparecchio Firebox 10, lanciato nel dicembre del 1996. Seattle Labs Software si fece poi chiamare come “WatchGuard”, a causa del suo presto successo, all'inizio del 1997. Ampio fu il successo del prodotto Firebox, e così l'azienda introdusse il Firebox 100 nel settembre 1997.
La linea di prodotti Firebox è stata quasi la prima tra tutti gli apparecchi disponibili a quel tempo per la sicurezza nel Web, e vinse numerosi premi, tra cui il premio “Choice Tester's Award” dalla Data Communications (1997), il “Best Buy Award” dalla Network Solutions (1997), e infine l'”Editor's Choice Award” dalla Communications News insieme Network Solution (1998). WatchGuard con questi vantaggi in quel mercato lanciò lo strumento Firebox II, nel maggio 1998, presso Networld Interop. Nel 1999, la società ha lanciato il servizio LiveSecurity Service per gli amministratori IT, oltre ad un prodotto di sicurezza gestiti per gli ISP, che è stato adottato da varie aziende come UUNet, PSINet e Verio. Nel luglio 1999 la società ha depositato istanza un'offerta pubblica iniziale sulla NASDAQ, con il simbolo WGRD e ha chiuso l'anno con $ 47m di fatturato annuo.
Nell'ottobre del 1999, WatchGuard ha acquisito Beadlenet di Laguna Hills, in California e ha introdotto una linea di successo, i prodotti SOHO. Entro la fine del 1999, la capitalizzazione di mercato della società è stata di $ 558m. Un'offerta secondaria pubblica fu seguita nel gennaio del 2000 e la capitalizzazione del mercato è passata ad oltre un miliardo di dollari nel corso del 2000.
WatchGuard è stato acquistata per $151m da Francisco Partners e Vector Capital nell'ottobre 2006.
Nel giugno del 2020, a seguito della firma di un accordo definitivo di acquisizione avvenuto nel marzo precedente, acquisisce interamente la spagnola Panda Security con l'intento di creare soluzioni che giovino della sinergia ottenuta grazie alle tecnologie di entrambe le aziende.